# Банкур
Банкур (фр. Bancourt) насеље је и општина у североисточној Француској у региону Север-Па де Кале, у департману Па де Кале која припада префектури Арас.
По подацима из 2011. године у општини је живело 81 становника, а густина насељености је износила 17,84 становника/km². Општина се простире на површини од 4,54 km². Налази се на средњој надморској висини од 114 метара (максималној 132 m, а минималној 104 m).

## Демографија
| 1962. | 1968. | 1975. | 1982. | 1990. | 1999. | 2011. |
| ----- | ----- | ----- | ----- | ----- | ----- | ----- |
| 116   | 123   | 114   | 112   | 101   | 95    | 81    |

График промене броја становника у току последњих година